# Point of no return
Point of no return (fra engelsk point of no return, bogstaveligt 'ingen vej tilbage-punkt') er dét tidspunkt eller niveau, hvor der ikke længere er mulighed for en udvikling at vendes.
Et eksempel kunne være hvis, et fly skulle ud og rejse over atlanten, og da de er fløjet over halvvejs, og har brugt over halvdelen af benzin, er der ingen vej tilbage. På den måde bliver flyet nødt til at færdiggøre turen til den pågældende destination, før at det kan påbegynde tilbageflyvningen. 
Udtrykket bruges også i overført betydning, f.eks. hvis man har sat noget i gang, som er så langt fremme, at man er nødt til at gennemføre det, eller man har fremsat ytringer eller hensigter man er nødt til at stå ved.